# Mânio Acílio Avíola (cônsul em 122)
Mânio Acílio Avíola (em latim: Manius Acilius Aviola) foi um senador romano eleito cônsul em 122 com Lúcio Corélio Nerácio Pansa. Era neto de Mânio Acílio Avíola, cônsul em 54, e filho de Mânio Acílio Avíola, cônsul em 82.